# 8 (Kurzfilm)
8 ist ein französischer Kurzfilm unter der Regie von Anaïs-Tohé Commaret aus dem Jahr 2022. Der Film feierte am 18. Februar 2023 auf der Berlinale seine Internationale Premiere in der Sektion Berlinale Shorts.

## Handlung
In den französischen Vororten beginnen die Luftschächte der Klimaanlagen zu tropfen. Warum? Die jungen Menschen dort wünschen sich Erfolg und Geld, und ihre Träume blockieren die Luftschächte der Klimaanlagen. Was würde geschehen, wenn man Licht schluckt?

## Produktion

### Filmstab
Regie führte Anaïs-Tohé Commaret. In wichtigen Rollen sind Fatime Coulibaly, Adiara Coulibaly, Foussein Coulibaly und Emma Gonzales-Commaret zu sehen.

### Dreharbeiten und Veröffentlichung
Erstmals gezeigt wurde der Kurzfilm Ende 2022 im Rahmen der Ausstellung InnerVision in der Galerie Edouard Manet in Gennevilliers. Er feierte am 18. Februar 2023 auf der Berlinale seine internationale Premiere in der Sektion Berlinale Shorts.

## Auszeichnungen und Nominierungen
- 2023: Internationale Filmfestspiele Berlin
  - Nominierung für den Goldenen Bären für den Besten Kurzfilm
  - Nominierung für den Silbernen Bären Preis der Jury (Kurzfilm)